# Mimas (Kentaur)

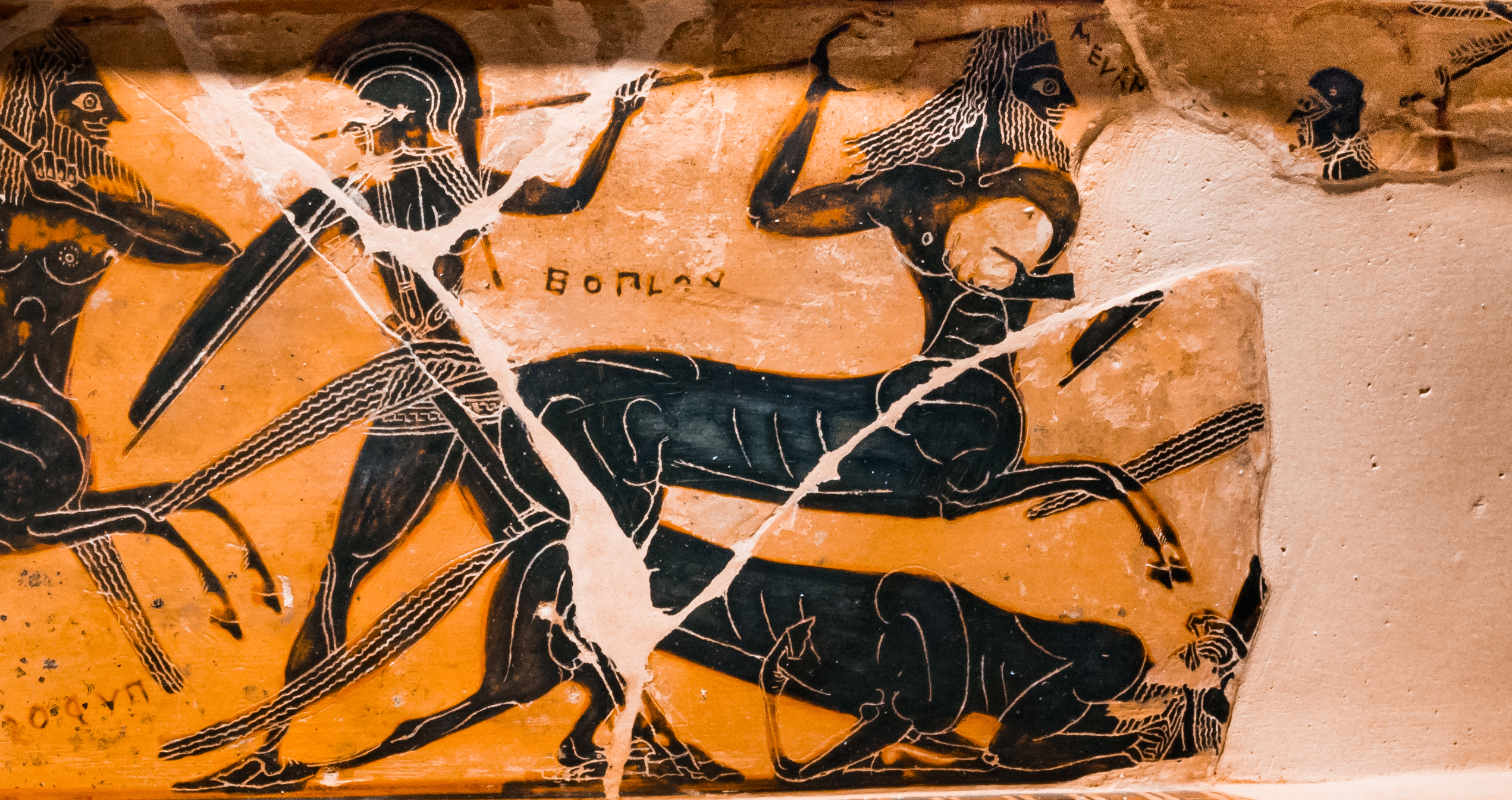
Françoisvase, 6. Jh. v. Chr., in der Mitte Melanchaites mit Felsbrocken in Händen, neben seinem Kopf die Anfangsbuchstaben des Beinamens: MELAN.

Mimas ist ein Kentaur der griechischen Mythologie. Auf Hesiods Schild des Herakles hat er den Beinamen Melanchaites und zieht in den Kampf gegen die Lapithen. Er kann als identisch angesehen werden mit einem Kentauren auf der Françoisvase, die ihn nur mit seinem Beinamen im Kampf präsentiert, siehe Bild.

## Name
Sein Name kommt vom griechischen Μίμας, Mímas. Für die etymologische Ableitung gibt es zwei Vorschläge, die beide zu den Vorstellungen von Kentauren und ihren typischen Kentaurennamen passen. Zum einen das Verb μαιμάω, maimáō, heftig verlangen, was ihn zu einem „Rasenden, Stürmenden“ macht und sich auf der Kentauren „Wildheit, Grausamkeit und rohen Charakter beziehen“ ließe. Zum anderen das Verb μιμίζω, mimízō, wiehern, wodurch er ein „Wiehernder“ würde und der Pferdecharakter der Kentauren anklingt. Dazu kommt das Epitheton μελαγχαίτης, melanchaítēs, schwarzhaarig, und es ergibt sich zusammenfassend die Vorstellung eines wiehernden Draufgängers mit schwarzer Mähne.
Möglicherweise wurde der Name für Giganten gleichen Namens von unserem Kentauren übernommen.

## Mythos
Auf der Vase kämpft er gegen einen Lapithen, bei Hesiod führt er mit anderen den Zug der Kentauren an, sie ziehen in die Lapithen-Schlacht, die sogenannte Kentauromachie.

### Françoisvase
Beschreibung Weizsäcker, siehe Bild: „In der verzeichneten Linken hält er einen Stein zum Wurf bereit, einen anderen schwingt er in der hocherhobenen Rechten auf einen nicht mehr zu bestimmenden bis auf den Kopf, die erhobene Rechte mit dem Schaftende der Lanze, den unteren Teil Schildes und einen Teil der vorgesetzten Fußes verschwundenen Lapithen ... Unter beiden Kämpfern liegt in schlimmer Stellung der Leichnam des Kentauren Pyrrhos.“ Mimas kämpft mit einer für Kentauren typischen Waffengattung, den Felsbrocken, denn ursprünglich sind Kentauren Personifikationen der reißenden Hochgebirgsbäche, die auch mit Felsen „arbeiten“ und diese in die Tiefe reißen.

### Hesiod
Mimas ist Teil einer Gruppe von sieben Kentauren, die den Zug gegen die Lapithen anführen. Sie sind auf dem Schild in Silber ausgeführt, hier nicht bewaffnet mit Steinen, sondern mit goldenen Tannen, ebenfalls eine typische Waffe, reißen sie doch diese entsprechend ihrer Flussnatur ebenfalls mit.
Gegen sie zog der Kentauren versammelte Menge von dorther

185 um den großen Peträos, und Asbolos, kundig der Vögel,

Arktos, Oureios zugleich, und den finsterlockigen Mimas,

auch um die zween Peukeiden (Fichtenschleuderer), den Dryalos und Perimedes:

Silbern sie selbst, und Tannen von Gold in den Händen bewegend.
Als fünfter von sieben setzt er sich mit seinem Namen von der „Menge“ ab, mit dem Epitheton „finsterlockig“ wird er in der Aufzählung noch weiter herausgehoben. Zum mythologischen Zusammenhang, zur literarischen Gestaltung siehe den Artikel Arktos.